# Taifa Rueda
De taifa Rueda was een emiraat (taifa) in de regio Aragón, in het noorden van Spanje. De taifa kende een onafhankelijke periode van 1110 tot 1139. De stad Rueda de Jalón was de hoofdplaats van de taifa.
Nadat in 1110 emir Abd al-Malik Imad ad-Dawla verdreven werd uit Zaragoza trok hij naar Rueda. In 1120 streed hij mee aan de zijde van Alfons I van Aragón in de Slag bij Cutanda tegen de Almoraviden.

## Lijst van emirs
Banu Hud
- Abd al-Malik ibn Ahmed Imad al-Dawla: 1110-1130
- Abu Jafar Ahmed ibn Abd al-Malik Ibn Hud Sayf ad-Dawla: 1130-1139
- Aan koninkrijk Aragón: 1139